# Chabulina tenera
Diastictis tenera is een vlinder uit de familie van de grasmotten (Crambidae). De wetenschappelijke naam van deze soort is voor het eerst voorgesteld als Hydrocampa tenera door Arthur Gardiner Butler in een publicatie uit 1883.
De soort komt voor in Mozambique en Pakistan.